# کلمنتز (کانزاس)
کلمنتز (به انگلیسی: Clements) یک منطقهٔ مسکونی در ایالات متحده آمریکا است که در شهرستان چیس، کانزاس واقع شده‌است. کلمنتز ۳۷۴ متر بالاتر از سطح دریا واقع شده‌است.